# مطلب حاجيم
مطّلب حاجيم (بالإنجليزية: Mutallip Hajim)‏ (توفي عام 2008) كان أحد رجال الأعمال الأويغوريين البارزين من إقليم سنجان في الصين والذي توفي أثناء احتجازه لدى الشرطة.

## الحياة
كان حاجم تاجر  من أغنياء اليوغور الأثرياء ومحسناً. في يناير 2008، اعتقل حاجم من قبل الشرطة في خوتان. في 3 مارس 2008، أُعيد جثمان حاجم إلى عائلته. أمرت الشرطة عائلته بدفنه على الفور وإبلاغهم بعدم وفاته. كان حاجم في الثامنة والثلاثين عند وفاته.

## احتجاجات تركستان الشرقية مارس 2008
في 23 مارس 2008 - 24 مارس 2008، خرج ما لا يقل عن ألف شخص في مقاطعة هوتان ومقاطعة كراكس ‏ إلى الشوارع احتجاجاً على ذلك. تزامنت الاحتجاجات مع الاضطرابات في التبت ، ولكن بدا أن الدوافع محلية. وكانت إحدى القضايا التي أفادت التقارير أنها أنزلت السكان المحليين إلى الشوارع احتجاجاً على الحظر الذي فرضته الحكومة على ارتداء النساء الحجاب. قضية أخرى كانت وفاة مطالب حاجم. وصرح عليم سيتوف، رئيس مؤتمر الأويغور العالمي، بأن «الأويغور بدأوا في الاحتجاج بعد مقتل مطالب حاجم، الذي توفي في حجز الشرطة». ورد هذا الادعاء من مصادر لم تسمها في تقرير إذاعة آسيا الحرة. رفضت الشرطة المحلية وإدارة الشؤون الدينية التابعة للحكومة التعليق على وفاة حاجم عندما اتصلت به وكالة فرانس برس.